# Muniśwaran

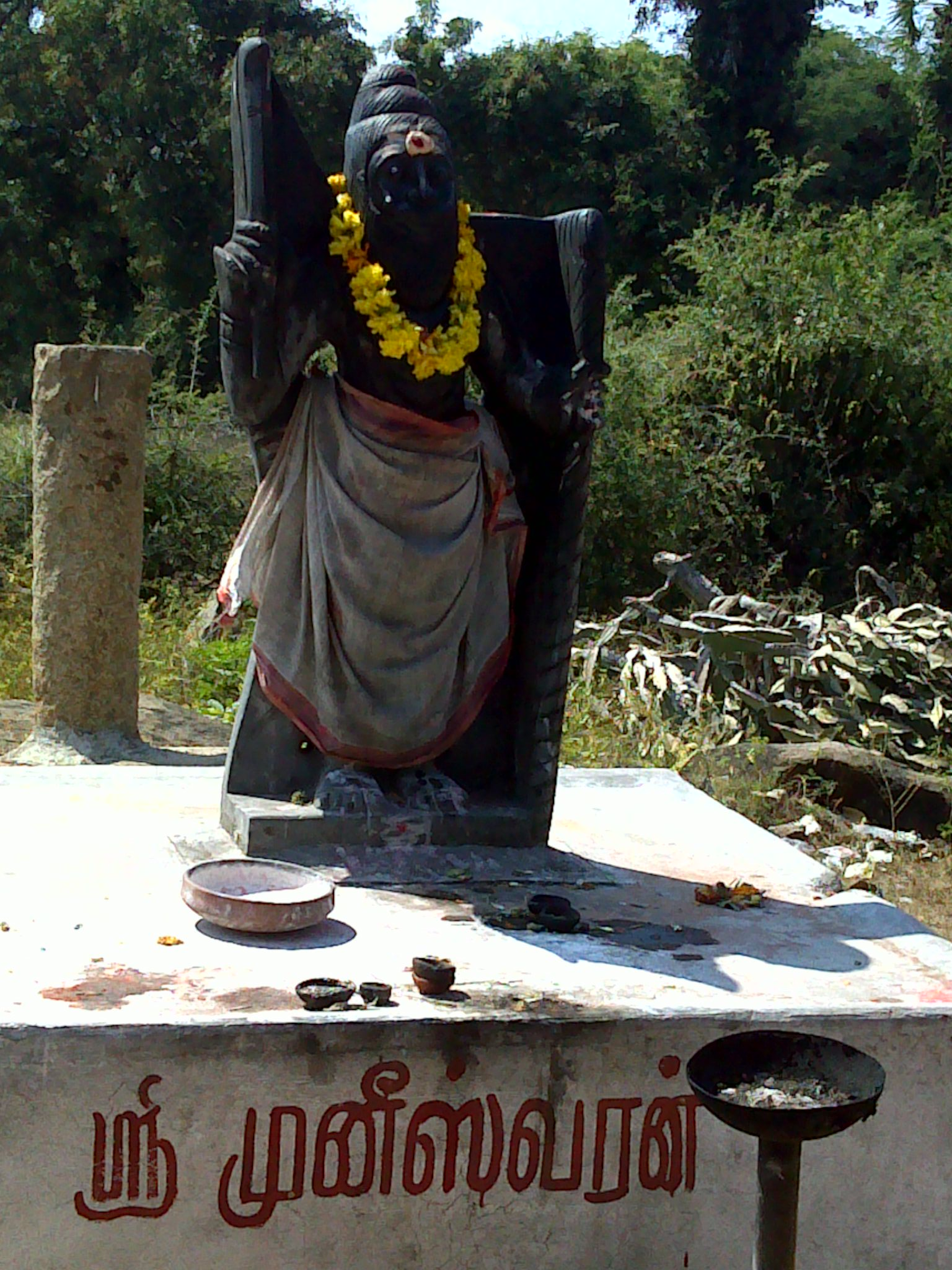
Figura Muniśwarana w Tiruvannamalai przy trasie Arunaćala pradaksziny

Muniśwaran (tamil. முனீஸ்வரன்) – w ludowym hinduizmie bóstwo opiekuńcze wioski (gramadewata), chroniące zwłaszcza dzieci. Wyobrażany w postaci antropomorficznej lub np. za pomocą kamienia.